# جائزة إيطاليا الكبرى 1978
جائزة إيطاليا الكبرى 1978 هو سباق فورمولا 1 أقيم بتاريخ 10 سبتمبر 1978 في حلبة مونزا. كان الرابع عشر من أصل 16 في بطولة العالم لسباقات الفورمولا واحد موسم 1978. حلّ النمساوي نيكي لاودا أولا.